# John Córdoba
John Enrique Córdoba Córdoba (Atrato, 10 febbraio 1987) è un ex calciatore colombiano, di ruolo attaccante.

## Carriera
Ha giocato nella massima serie dei campionati venezuelano, boliviano, colombiano, azero, guatemalteco e panamense.